# Pandemonium (album de Loudness)
Pour les articles homonymes, voir Pandemonium (homonymie).
Albums de Loudness
Spiritual Canoe
(2001) Biosphere
(2002)
Pandemonium (降臨幻術) est le 16e album studio du groupe Loudness sorti en 2001.

## Liste des morceaux
| No  | Titre                | Durée |
| --- | -------------------- | ----- |
| 1.  | Ya Stepped on a Mine | 3:44  |
| 2.  | Bloody Doom          | 5:56  |
| 3.  | The Pandemonium      | 4:34  |
| 4.  | Vision               | 4:57  |
| 5.  | What's the Truth?    | 4:08  |
| 6.  | Suicide Doll         | 6:45  |
| 7.  | Chaos                | 4:47  |
| 8.  | The Candidate        | 5:09  |
| 9.  | Real Man             | 6:04  |
| 10. | Inflame              | 4:41  |
| 11. | Snake Venom          | 4:56  |

## Composition du groupe
- Masaki Yamada - Chants
- Akira Takasaki - Guitare
- Naoto Shibata - Basse
- Hirotsugu Homma - Batterie